# Acanthopsylla scintilla
Acanthopsylla scintilla (лат.) — вид блох из семейства Pygiopsyllidae. Эндемик Австралии, описанный английским энтомологом Мириам Луизой Ротшильд.

## Описание
Встречаются на юго-западе Западной Австралии, в Новом Южном Уэльсе, Виктории, Южной Австралии и на Тасмании.
Длина самцов около 2 мм, самок — 2,5—3,2 мм. Эктопаразиты млекопитающих, главным образом сумчатых.
Список хозяев включает Cercartetus concinnus (Gould, 1845) (Карликовые поссумы), Cercartetus lepidus (Thomas, 1888) (Карликовые поссумы), Cercartetus nanus (Desmarest, 1818) (Burramyidae), Dasyurus viverrinus (Shaw, 1800) (Сумчатые куницы), Rattus fuscipes (Waterhouse, 1839) (Мышиные).

## Систематика
Выделяют 3 подвида:
- Подвид Acanthopsylla scintilla rectangulata Holland, 1971[5]
- Подвид Acanthopsylla scintilla scintilla  (M. Rothschild, 1936)[1]
- Подвид Acanthopsylla scintilla tasmanica Holland, 1971